# 哈里·斯蒂尔
哈里·斯蒂尔（英語：Harry Steel，1899年4月18日—1971年10月8日），美国前男子摔跤运动员，主攻自由式。他曾代表美国参加1924年夏季奥林匹克运动会摔跤比赛，获得男子自由式重量级金牌。